# نوکیا ۶۵۵۵
نوکیا ۶۵۵۵ یک‌نمونه از گوشی‌های تلفن همراه سری ۶۰۰۰ شرکت نوکیا می‌باشد که توسط همین شرکت به بازار عرضه شد.